# Stenoglottis zambesiaca
Stenoglottis zambesiaca är en orkidéart som beskrevs av Robert Allen Rolfe. Stenoglottis zambesiaca ingår i släktet Stenoglottis och familjen orkidéer. Inga underarter finns listade i Catalogue of Life.